# Bello von Carcassonne
Bello oder Bellon (katal Beŀló, span Belló; † nach 812) war ein Graf von Carcassonne und Stammvater der Adelssippe der Belloniden.
Bello war von gotischer Herkunft und wurde von Karl dem Großen noch vor dem Jahr 800 als Graf in Carcassonne in der gotischen Mark (Septimanien) eingesetzt. Er ist angeblich zwischen den Jahren 778 und 812 urkundlich belegt.
Ihm werden drei Söhne zugeschrieben:
- Graf Guisclafred von Carcassonne
- Graf Oliba I. von Carcassonne; Nachkommen bis 927
- Graf Sunyer I. von Empúries; Nachkommen bis 1327
- ? Ermesinde, ⚭ mit Graf Sunifred I. von Barcelona

## Haus Barcelona
Besonders in der älteren Literatur wurde Bello auch als Stammvater des Hauses Barcelona anerkannt, indem ihm mit dem Grafen Sunifred I. von Barcelona ein vierter Sohn zugeschrieben wurde. Dessen Nachkommen dauerten bis zum Jahr 1410 im Mannesstamm fort und stellten die hochmittelalterlichen Könige von Aragón. Diese Annahme basiert auf einer Urkunde aus dem Jahr 879, in welcher Miró der Ältere, einer der Söhne Sunifreds, „in der Nachfolge seines Großvaters Bello“ (per successionem avi sui Bellone) genannt wird.
Die Annahme, dass Bello der agnatische Stammvater des Hauses Barcelona ist, wird allerdings zunehmend verworfen. Vielmehr wird er als Ahn in cognatischer, also in weiblicher Linie angenommen. Basis dieser Vermutung ist eine Urkunde Kaiser Ludwigs des Frommen aus dem Jahr 829, in welcher der fideli nostro Sunicfredo in den Besitzungen seines Vaters Bosrello bestätigt wird. Der Adressat dieser Urkunde wird jüngst als identisch mit dem Grafen Sunifred I. von Barcelona angesehen, welcher damit ein Sohn des Grafen Borrell von Osona gewesen war. Eine Verbindung Sunifreds mit Bello kann demnach nur durch seine Ehefrau Ermesende hergestellt werden, indem diese als Tochter des Grafen von Carcassonne in Frage käme, über welche die großväterliche Verwandtschaft Bellos mit Miró dem Älteren und dessen Brüdern hergestellt werden kann.

## Weblink
- Comtes de Carcassonne bei Foundation for medieval Genealogy.ac (englisch)

| Personendaten    | Personendaten                                                     |
| ---------------- | ----------------------------------------------------------------- |
| NAME             | Bello                                                             |
| ALTERNATIVNAMEN  | Bellon; Beŀló; Belló                                              |
| KURZBESCHREIBUNG | Graf von Carcassonne und Stammvater der Adelssippe der Belloniden |
| GEBURTSDATUM     | 8. Jahrhundert                                                    |
| STERBEDATUM      | nach 812                                                          |